# Шехтман, Эли
Эли Шехтман (идиш עלי שעכטמאַן‎ — Э́ли Ше́хтман; 8 сентября 1908, Васьковичи, Волынская губерния — 1 января 1996, Хайфа) — еврейский писатель

 и переводчик на идишe.

## Биография
Родился в бедной еврейской семье в селе Васьковичи (ныне — в Коростенском районе Житомирской области). Получил традиционное еврейское образование в хедере. В 1933 году окончил литературный факультет Одесского педагогического института.
Первый рассказ напечатал в 1927 году. В 1930 году опубликовал первый роман «На распутье», в 1932 году — роман «Вспаханные межи», в 1940 году — роман «Полесские леса». В 1937 году роман «Вспаханные межи» был переведён З. Иоффе на украинский язык и издан в Киеве под названием «Зорані межі». В 1940 году издан в переводе Э. Шехтмана с украинского на идиш сборник рассказов классика украинской литературы Михайла Коцюбинского.
Эли Шехтман состоял в Союзе писателей СССР с 1934 года.
Был участником Второй мировой войны с 1941 года и дошёл до Берлина в составе Красной Армии. Семья была эвакуирована в Узбекистан.
В начале 1953 года во время «дела врачей» и гонений на еврейскую интеллигенцию был арестован по обвинению в шпионаже и сионизме.
После смерти Сталина был освобождён из тюрьмы и приступил к написанию своего главного произведения — эпического романа «Эрев» (Накануне). Первые две книги романа вышли отдельным изданием на идише в Москве в 1962 году.
Репатриировался в Израиль в 1972 году.
В 1973 году получил премию Главы правительства Израиля «За литературное творчество на языке идиш». В 1981 году вышел в свет автобиографический роман «Кольца на душе» (1 и 2 книги), который был завершён (3 и 4 книги) и издан в 1988 году.
Роман «Кольца на душе» издан на иврите в переводе Иегуды Гур-Арье: в 1981 году первая книга, в 1983 году — вторая книга и в 1992 году — первая и вторая книги в серии «Классика».
В 1983 году был завершён и издан на идише весь роман «Эрев».
Две первые книги романа «Эрев» в переводе Рашель Эртель были изданы на французском языке («á la vielle de…», Париж, 1964). В переводе Иосифа Зингера две первые книги романа «Эрев» вышли в свет на английском языке («EREV», Нью-Йорк, 1967). В 1975 году первые четыре книги «Эрев» были опубликованы на иврите в переводе Цви Арада.
Роман «Последний закат» издан в Нью-Йорке в 1994 году. В 2015 году в переводе Рашель Эртель роман был издан на французском языке под названием «La Charre de feu» (ISBN 978-2-283-02908-4).
В 1996 году, посмертно, был издан сборник рассказов «Тристия».
В переводе Альмы Шин произведения Эли Шехтмана вышли в свет на русском языке: сборник новелл «Сонаты» (2000), роман «Кольца на душе» (1-я и 2-я книги) (2001), все семь книг романа «Эрев» (2005), роман «Последний закат» (2008) и продолжение романа «Кольца на душе» (3-я и 4-я книги) под названием «Вспахать бездну» (2012) (ISBN 978-617-629-801-4).
В 2023 году Альма Шин перевела роман «Кольца на душе» (1-я и 2-я книги) на украинский язык под названием «Ґойрл. Кільця на душі».
В 2018 году роман «ЭРЕВ» в переводе Рашель Эртель был издан на французском языке под названием «EREV — a la vielle de…» (ISBN 978-2-283-02859-9).

## Цитаты

### Из Эли Шехтмана
«Моей миссией в еврейской литературе было и остаётся не отразить закат еврейских деревень и местечек, а показать всем отрицающим галут, какие мощные — духовно и физически — поколения вырастали в галуте, в самых глухих местах…»

### О нём
Рашель Эртель, французский переводчик:

«Лиризм этого произведения уходит своими корнями в библейские тексты. Нищета вопиет здесь, как Иов, а любовь поет, как „Песнь Песней“».